# Каратерс, Даниэла
Даниэла Каратерс (Карратерс, Карразерс, англ.  Danielle Carruthers; род. 10 декабря 1979 года, Падьюка, штат Кентукки, США) — американская легкоатлетка. Специализируется в беге на 100 метров с барьерами.
После окончания колледжа Даниэла Каратерс успешно участвовала в соревнованиях в составе команды университета Индианы. Её наставником стал Гейл Деверс. В 2001 году Каратерс финишировала восьмой на Летней Универсиаде. В 2005 и 2006 годах на ежегодном чемпионате колледжей Америки она заняла первое место на дистанции 60 метров с барьерами в помещении. В 2006 году была четвёртой на Чемпионате Мира в помещении и седьмой на всемирном легкоатлетическом финале 2006.
На Чемпионате мира по легкой атлетике в 2011 году Каратерс финишировала второй, за Сали Пирсон, установив персональный рекорд 12.47 с. и обогнав соотечественницу Даун Харпер.
В сентябре 2011 года Даниэла победила в бриллиантовой лиге.